# Eichenfarne
Die Eichenfarne (Gymnocarpium) sind eine Gattung der Farne aus der Familie der Woodsiaceae. Von den acht Arten sind drei auch in Europa heimisch.

## Beschreibung
Die Eichenfarne sind mehrjährige Pflanzen mit einem langen, dünnen, kriechenden Rhizom.
Fertile und sterile Wedel sind gleich gestaltet und stehen einzeln. Sie sind wenigstens an der Basis doppelt gefiedert, die Fiederchen sind fiederspaltig. Das unterste Fiederpaar ist größer als die folgenden. Die Wedelspreite ist im Umriss dreieckig, etwa so lang wie breit und lang gestielt. Die Adern enden frei.
Die Sori stehen einzeln und vom Rand entfernt. Sie sind meist klein. Die Schleier sind hinfällig oder fehlend.

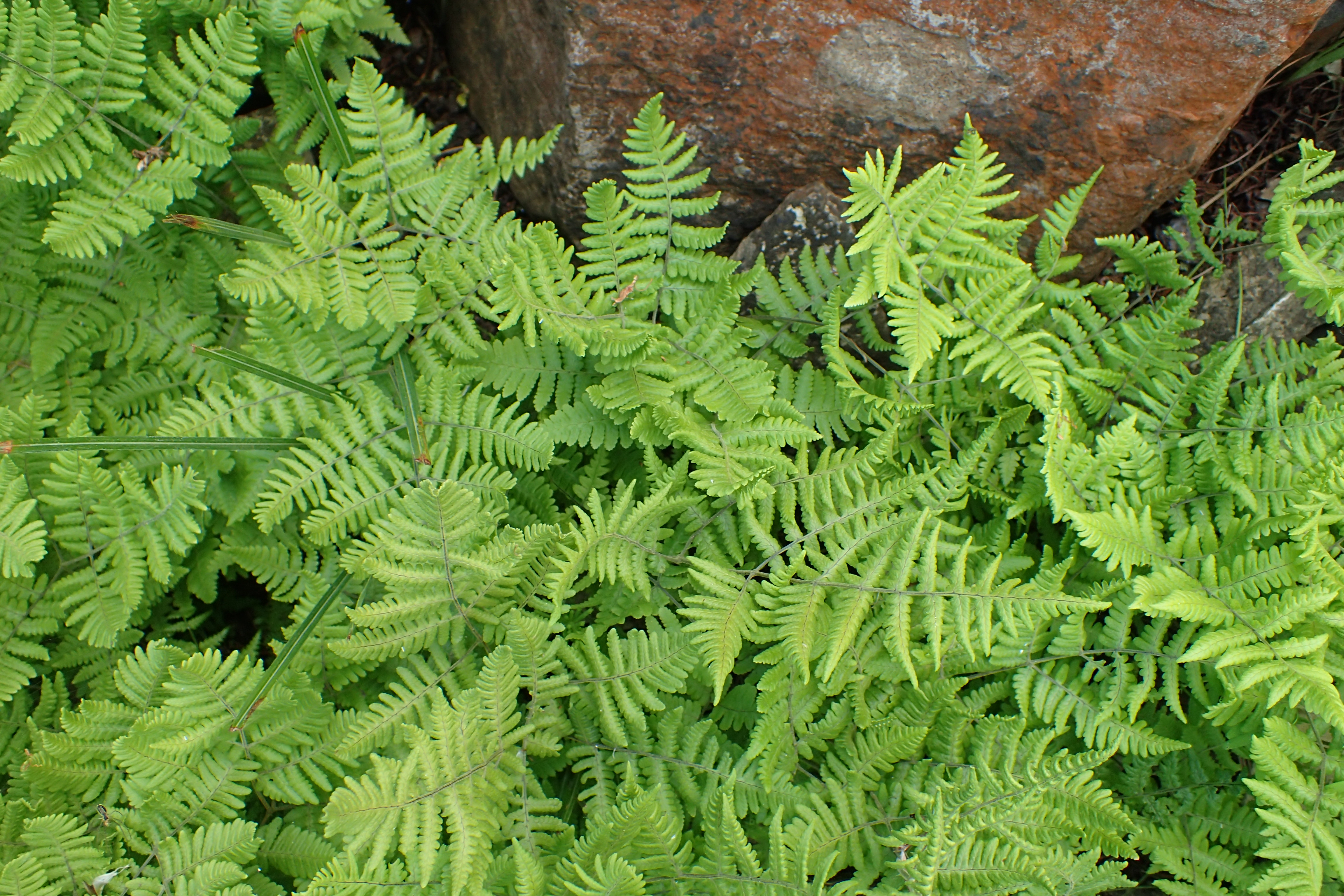
Ruprechtsfarn (Gymnocarpium robertianum)

## Systematik
Die Gattung besteht aus acht Arten. Die in Europa heimischen sind:
- Eichenfarn (Gymnocarpium dryopteris (L.) Newman), ist zirkumpolar verbreitet.
- Ruprechtsfarn (Gymnocarpium robertianum (Hoffm.) Newman), ist zirkumpolar verbreitet.
- Gymnocarpium jessoense (Koidz.) Koidz., mit zirkumpolarer Verbreitung, in Europa aber nur in Norwegen, Schweden und Finnland.[1] Mit zwei Unterarten:
  - Gymnocarpium jessoense (Koidz.) Koidz. subsp. jessoense, vertritt die Art in Nord- und Zentralasien.[2]
  - Gymnocarpium jessoense subsp. parvulum Sarvela, in Nordamerika, Finnland, Sibirien und Kasachstan.[2]

Die weiteren Arten sind:
- Gymnocarpium appalachianum Pryer & Haufler, im östlichen Nordamerika.[2] Sie ist ein Endemit der Appalachen.[3]
- Gymnocarpium disjunctum (Rupr.) Ching, im westlichen Nordamerika sowie in Kamtschatka und auf Sachalin.[3]
- Fedtschenkos Eichenfarn (Gymnocarpium fedtschenkoanum Pojark.), in den Gebirgen Zentralasiens.[2]
- Gymnocarpium oyamense (Baker) Ching: Sie kommt im nordöstlichen Indien, in Japan, Nepal, Neuguinea, auf den Philippinen, in Taiwan und in China vor.[2][4]
- Gymnocarpium remotepinnatum (Hayata) Ching: Sie kommt in Taiwan und im nordwestlichen Yunnan vor in Höhenlagen zwischen 2500 und 3400 Metern Meereshöhe.[2][4]

Ferner sind folgende Hybriden bekannt:
- Gymnocarpium ×achriosporum Sarvela (Gymnocarpium dryopteris × Gymnocarpium robertianum)
- Gymnocarpium ×bipinnatifidum Miyam. (Gymnocarpium oyamense × Gymnocarpium robertianum)
- Gymnocarpium ×brittonianum (Sarvela) Pryer & Haufler (Gymnocarpium disjunctum × Gymnocarpium dryopteris)[3]
- Gymnocarpium ×heterosporum W.H. Wagner (Gymnocarpium appalachianum × Gymnocarpium robertianum)
- Gymnocarpium ×intermedium Sarvela (Gymnocarpium dryopteris × Gymnocarpium jessoense subsp. parvulum)[5]